# Tetris (Electronic Arts)
Tetris foi um videogame americano desenvolvido pela EA Mobile e publicado pela Electronic Arts para iOS, Android, BlackBerry OS, PlayStation 3, PlayStation Portable e Windows Phone. O jogo apresentava jogabilidade como a de outras versões do Tetris, mas com uma nova trilha sonora.
O jogo atingiu 100 milhões de downloads pagos em 2010, tornando-se o jogo de celular pago mais vendido de todos os tempos.

## Jogo
O jogo era quase idêntico à de outras versões do Tetris, mas com uma nova trilha sonora. Os jogadores também podiam criar sua própria trilha sonora usando a biblioteca de músicas do dispositivo iPhone ou iPod Touch no qual o jogo está sendo jogado. O jogo ofereceu dois modos: Maratona e Magia.

### Maratona
O modo Maratona era reproduzido como uma versão mais clássica do Tetris, onde um sistema de pontos juntamente com o número de linhas limpas foram mantidos como indicadores de progresso. O nível de velocidade era escolhido antes da seleção do modo de jogo. Havia 15 níveis no total e, como no modo Magia, esse modo terminava depois que todos os 15 níveis eram concluídos. Diferente da versão original do Tetris, o modo Maratona terminava após a limpeza de 150 linhas. Quando o modo Maratona terminava, o recurso Infinito era desbloqueado.

### Magia
O modo Magia foi uma versão aprimorada de jogo, onde existiam quinze níveis de dificuldade. Cada nível de dificuldade tinham a velocidade e o número de linhas necessárias para limpar o nível aumentados. Depois que o número de linhas necessárias para limpar o nível era atingido, o nível seguinte era apresentado. Em caso de falha de um nível, o jogo permitia que os jogadores repetissem ilimitadamente o mesmo. Era permitido pausar o jogo. Isso ocorria automaticamente quando um jogador recebia uma ligação em um dispositivo iPhone. Outro elemento do modo Magia era a adição de objetos de ajuda que eram obtidos ao longo dos níveis, o que permitia aos jogadores fazer pequenas modificações nas pedras. Os objetos especiais ficavam disponíveis nos cinco primeiros níveis e continuavam sendo gerados quando linhas eram concluídas e as pedras eram encaixadas. Existiam cinco objetos especiais, variando de um giz de cera mágico a blocos que se convertem em bolhas que se estouram.

### Remoção da App Store
Em 30 de novembro de 2011, o jogo foi removido sem aviso prévio e substituído por uma nova versão, não como uma atualização, mas como uma nova versão paga contendo menos modos de jogo, como o modo de um toque e um modelo de assinatura que oferece descontos em compras futuras, removendo completamente os modos de jogo anteriores, como Magia (renomeado como Galáxia na nova versão).

### Fechamento dos jogos para celular
Em janeiro de 2020, a EA anunciou que iria aposentar a versão do jogo para celulares em 21 de abril de 2020 e o jogo não poderia ser jogado após esta data.